# 黒原和夫
黒原和男（くろはら かずお、1928年（昭和3年） - ）は、日本の画家。四国の故郷、土佐路の風景画とヨーロッパ風景画を中心に描いている。

## 経歴
高知県出身。1952年に国展初入選後、11回連続で入選。里見勝蔵、小林和作に師事した。1975年に写真画壇会員。同展に32回出品。1976年にヨーロッパとアジアへ研修に赴く。その後、帝国ホテルのサンアルテにて個展を開く。県文化賞受賞。1994年、国際都市美術ロンドン展大賞受賞。1998年、芸術平和賞受賞。2002年、イタリア・バーリー芸術祭大賞受賞。2003年、ルーヴル美の革命展大賞受賞。県展功労賞受賞。

## 貝コレクターとして
土佐の海岸で拾った貝の魅力にとりつかれ、長い年月をかけて学術的にも貴重な貝を含む3,000種、5万点の貝類を収集した。現在は高知県土佐清水市の海のギャラリーにて収蔵・展示している。皇室に貝類生態図8点を献上したこともある。